# ジャンプ、ダーリン
『ジャンプ、ダーリン』（じゃんぷ だーりん、原題：Jump, Darling）は、フィル・コンネル監督・脚本による2020年のカナダのドラマ映画。
本作は、2021年1月に逝去したオスカー女優・クロリス・リーチマンの最後の主演作となった。
日本では2024年1月19日より東京・ヒューマントラストシネマ渋谷ほか全国劇場にて公開。

## ストーリー
俳優業がうまくいかず、ドラァグクイーンに転身したラッセル（トーマス・デュプレシ）。そんなラッセルの姿に戸惑いを隠せない恋人ジャスティンは、ショーの直前にラッセルに「もう一度俳優業に復帰してほしい」と伝える。その言葉を聞いたラッセルは出番を迎えた舞台から去り、また、ジャスティンのもとからも離れていった。
以前連絡をもらっていたことを口実に、ラッセルは祖母マーガレット（クロリス・リーチマン）を訪ねる。再会を喜ぶと同時に、互いの持つ違和感に気付いていく2人。
それぞれの思いを抱えた2人が始める共同生活と、たどり着く先とは何か――。

## キャスト
- ラッセル - トーマス・デュプレシ（英語版）
- マーガレット - クロリス・リーチマン
- エネ - リンダ・キャッシュ（英語版）
- ジーン - ジェイン・イーストウッド
- ジャクリーン・オナスティ - タイノミ・バンクス（英語版）

## スタッフ
- 監督・脚本：フィル・コンネル
- 日本配給：ライツキューブ

## 映画祭・受賞歴
- ニューヨークLGBTQ+映画祭 - オフィシャルセレクション
- トロントLGBT映画祭 - オフィシャルセレクション
- 第45回サンフランシスコ国際LQBTQ+映画祭 - オフィシャルセレクション、新人監督賞ノミネート（フィル・コンネル）
- ロサンゼルス・ゲイ・レズビアン映画祭 - 審査員大賞、審査員特別賞 国際長編映画部門（クロリス・リーチマン）
- BFIフレア ロンドンLGBTIQ+映画祭 - オフィシャルセレクション
- サンディエゴLGBTQ映画祭 - 最優秀新人監督賞（フィル・コンネル）、最優秀助演女優賞（クロリス・リーチマン）